# 金銅灌頂幡
国宝指定名称・金銅灌頂幡（こんどうかんじょうばん）は東京国立博物館所蔵の幡である。一般的な幡は布製であるところ、本品は銅製透彫鍍金という他に類を見ない絢爛な技法・材質でつくられており、日本古代の金工品を代表する品とされている。

## 構造・意匠
幡（ばん）は荘厳具の一種であり、仏堂の柱や天蓋から懸垂することで仏菩薩の威徳を視覚的に表現するための布製の旗である。灌頂幡は幡のなかでも特に天蓋、大幡、小幡など複数の部品を組み合わせたものをいう。
金銅灌頂幡は大まかに分けて天蓋、幡頭、幡身、幡足、四隅小幡の5部分から構成されている。方形かつ傘状の天蓋を有し、その中央から6枚の幡身を、四隅それぞれに3枚の小幡を、天蓋側面の蛇舌からは垂飾を吊るす。幡身の最下部からは布製の幡足が吊るされていたと考えられているが、そのほとんどが欠失しており、金具に挟み込まれた繊維片のみが現存している。同様に四隅小幡下部の金具にも幡足が吊るされていたと考えられており、こちらも金具に挟み込まれた繊維片のみが現存している。現存部分の全長はおよそ5.1メートルであり、現存しない幡足の長さを足すと製作当初の全長は10メートルを越えていたと考えられている。その長さゆえに建物内での懸垂は難しく、奈良国立博物館主任研究員の三田覚之は専用の装置を用いて野外に高く懸垂されていたのではないかと推測している。

### 天蓋
天蓋は大まかに3部分から成っており、懸垂用の輪がある中心部、その周囲に広がる方形部、方形部から吊るされた周縁部に分かれている。形状はほぼ正方形で、各辺の長さは短い辺で62.5センチメートル、長い辺で66.8センチメートルである。
材質は、天蓋本体が銅製でその上に鍍金を施しており、意匠は透彫であらわされている。懸垂用の輪は鍛造銅製に鍍金を施している。周縁部の蛇舌は銅板に鍍金を施し、意匠は透彫であらわされている。
意匠は、方形部には天人があらわされており、内縁部には区画ごとに楽器を演奏する天人が一人ずつ配されている。外縁部には区画ごとに仏具を持った天人が一人ずつ配されている。

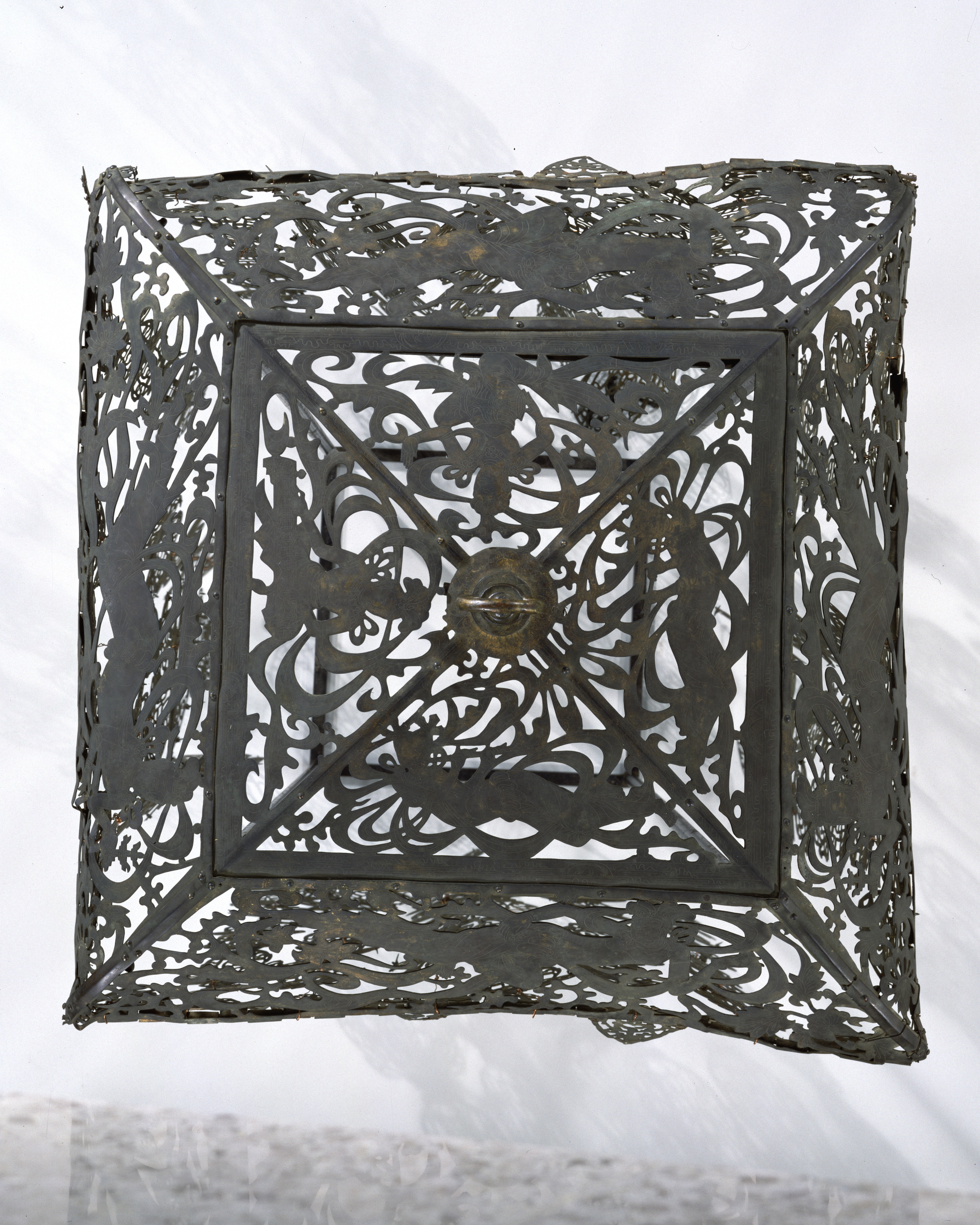
天蓋
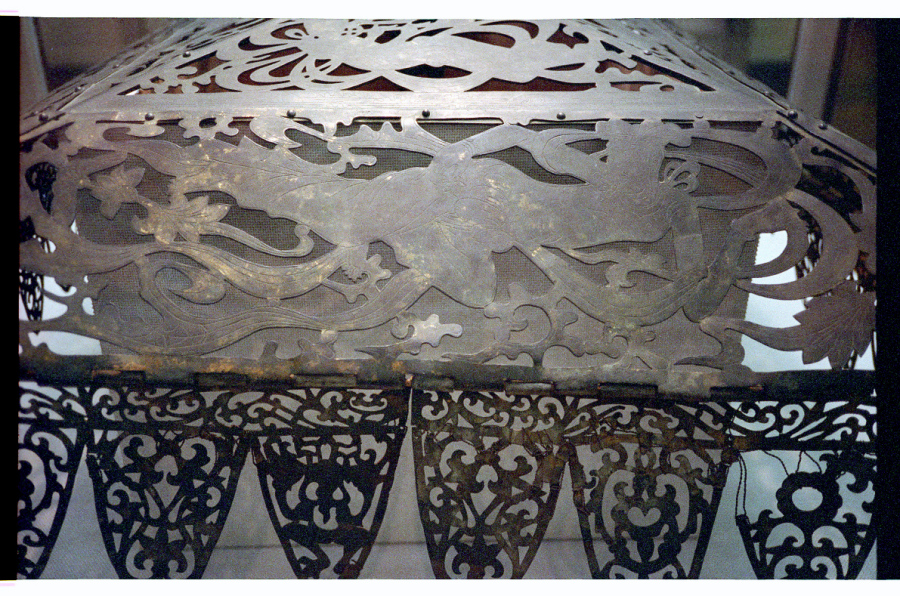
天蓋側面/下部が蛇舌
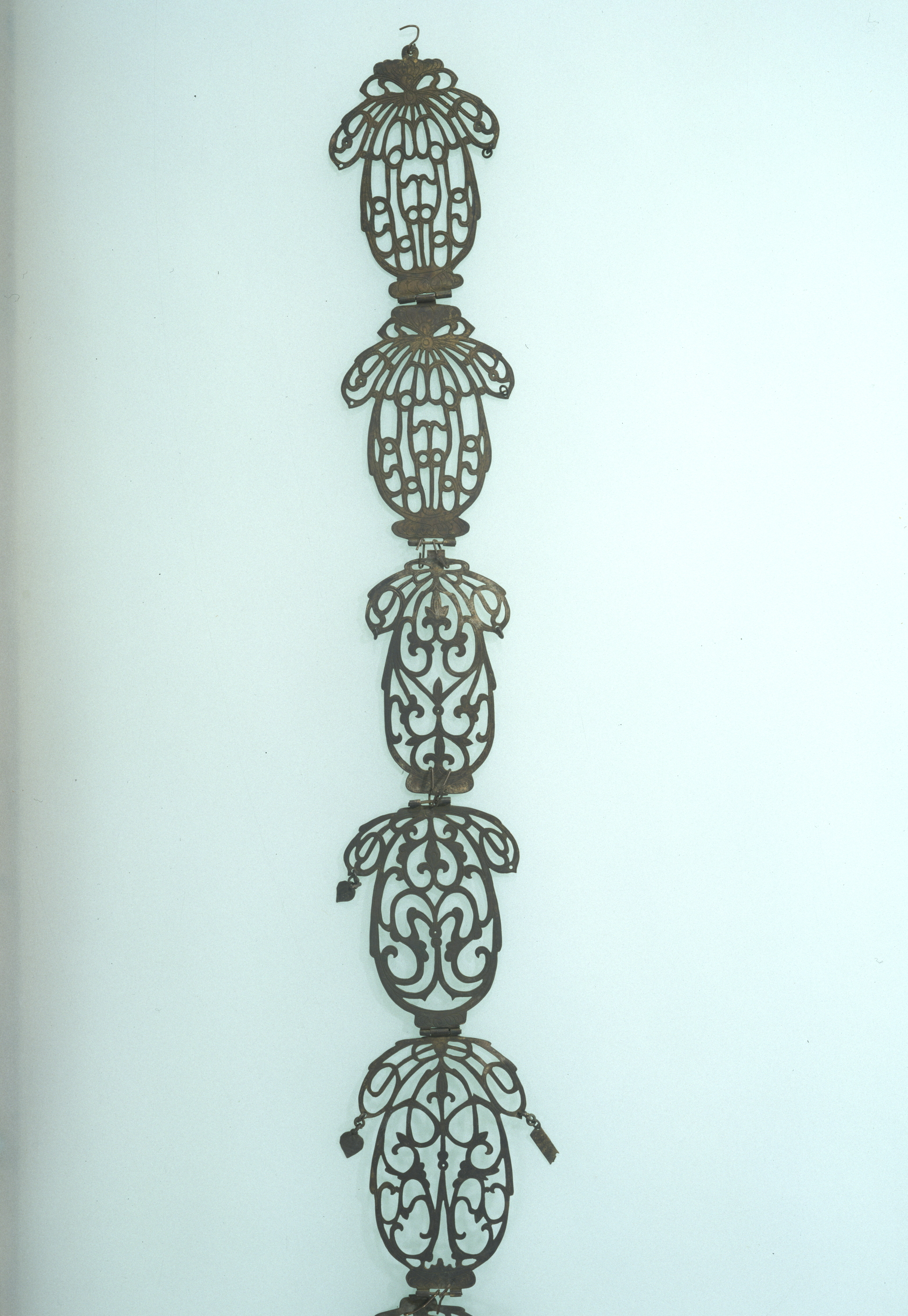
垂飾1
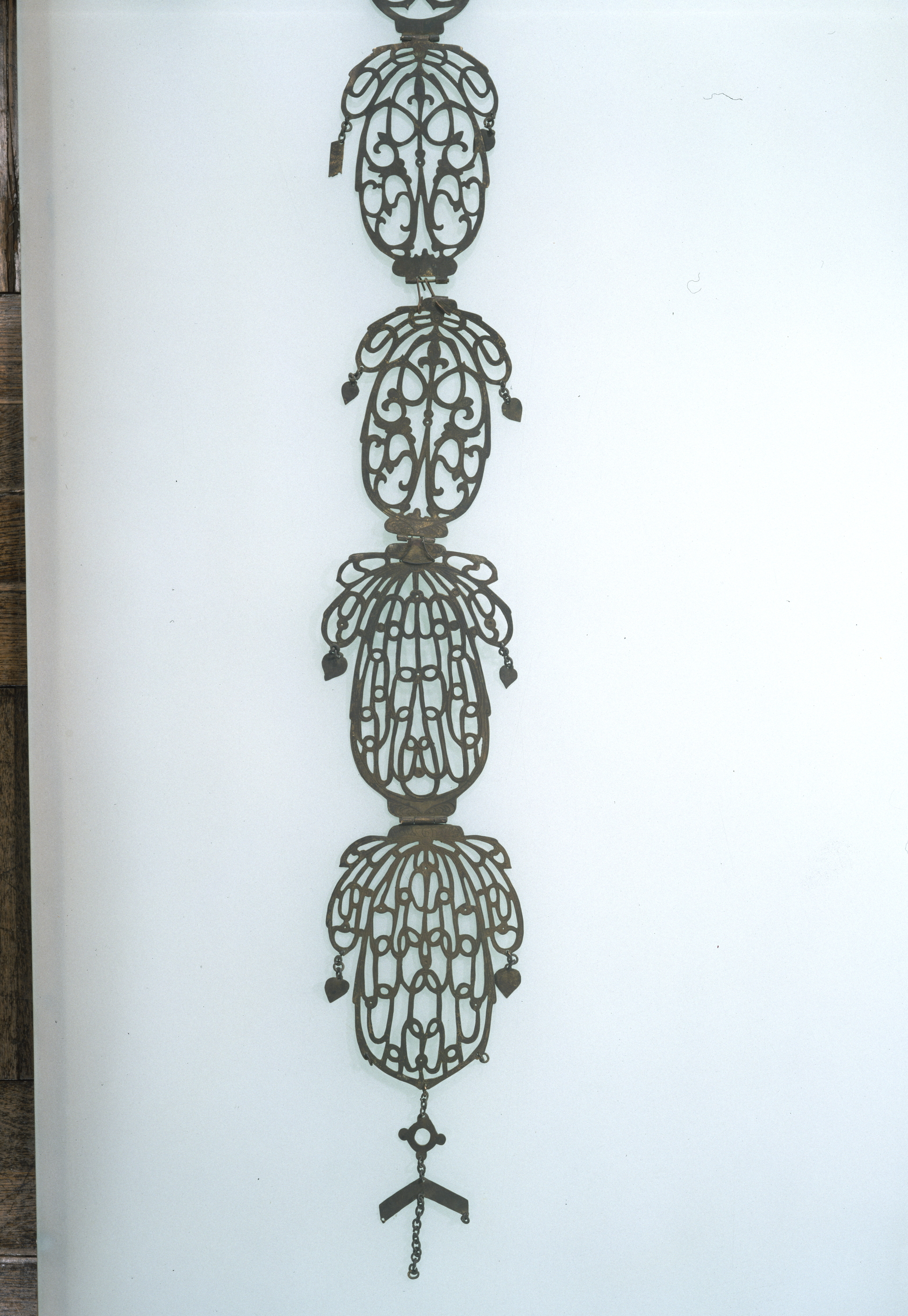
垂飾2

### 幡頭
天蓋の懸垂装置とつなげる金具と、三角形の幡頭下部、幡身に接続する方形の金具（「乳」と呼ばれる）、幡頭手の4部分から成る。寸法は金具から幡頭下部までが16.7センチメートル、乳が8.8センチメートルから9.8センチメートル、幡頭手は70.4センチメートルである。
材質は鍛銅製でその上に鍍金を施しており、幡頭手のみ銅板に透彫で意匠があらわされている。金具、幡頭下部、幡頭手にはパルメット模様の刻線が刻まれている。

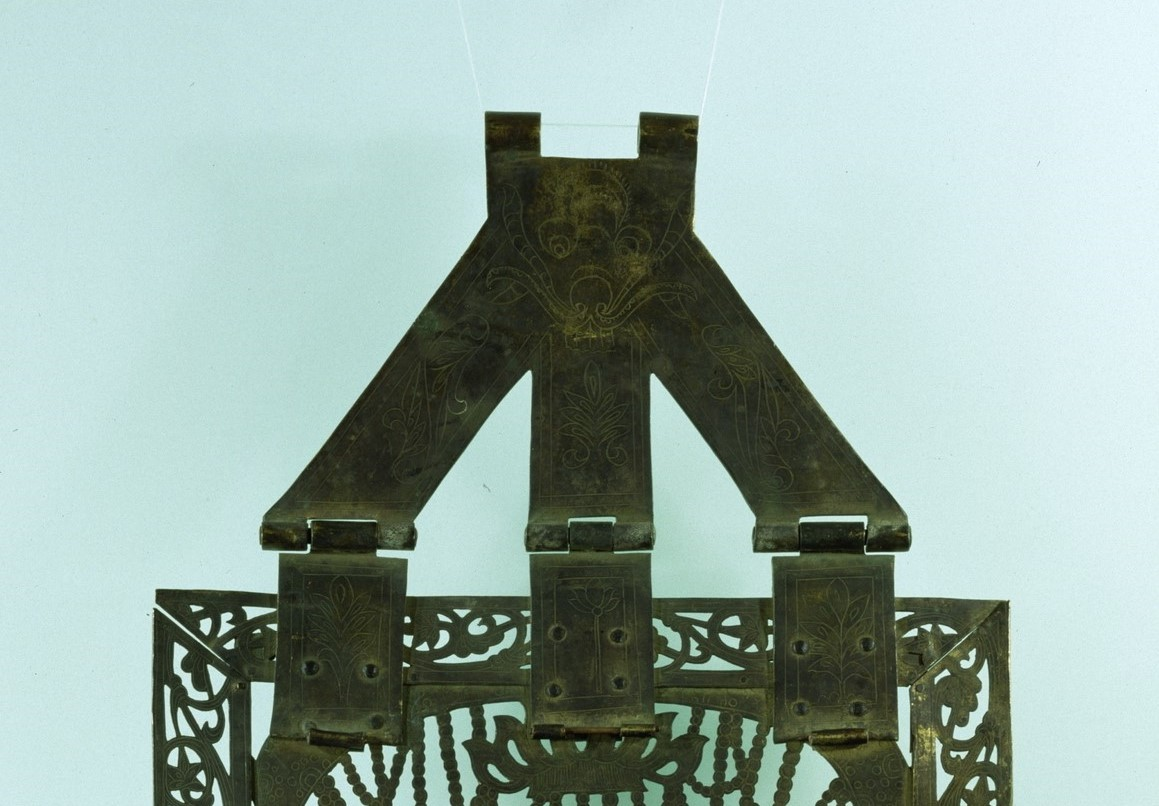
幡頭
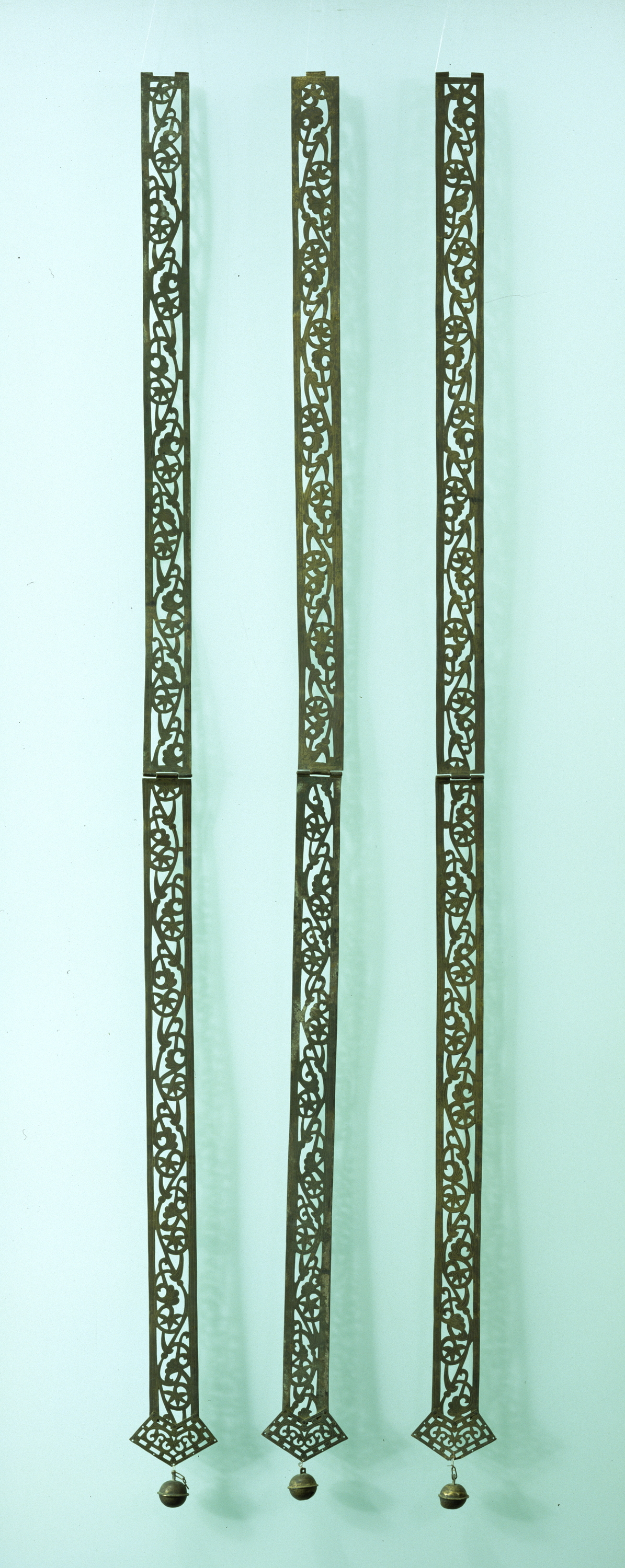
幡頭手

### 幡身
幡身は第1坪から第6坪までの6枚で構成されており、各坪は上下左右の縁金具と幡身本体の3部分から成っている。寸法は坪によって多少の差があり、縦17.9 – 20.4センチメートル、横11.1 – 12.0センチメートルである。
材質は6坪すべて鍛銅製でその上に鍍金が施されており、透彫りと毛彫りで意匠をあらわしている。縁金具には波状の唐草文様が施されており、茎の部分からはパルメット模様が広がっている。幡身本体の意匠は3種類に分かれており、第1坪は如来と2体の菩薩、第2坪、3坪、6坪には滑空する天人と器物、第4坪、5坪は上部と中央部に一人ずつ天人が配され、下部に横笛を吹く天人と踊る天人がそれぞれあらわされている。

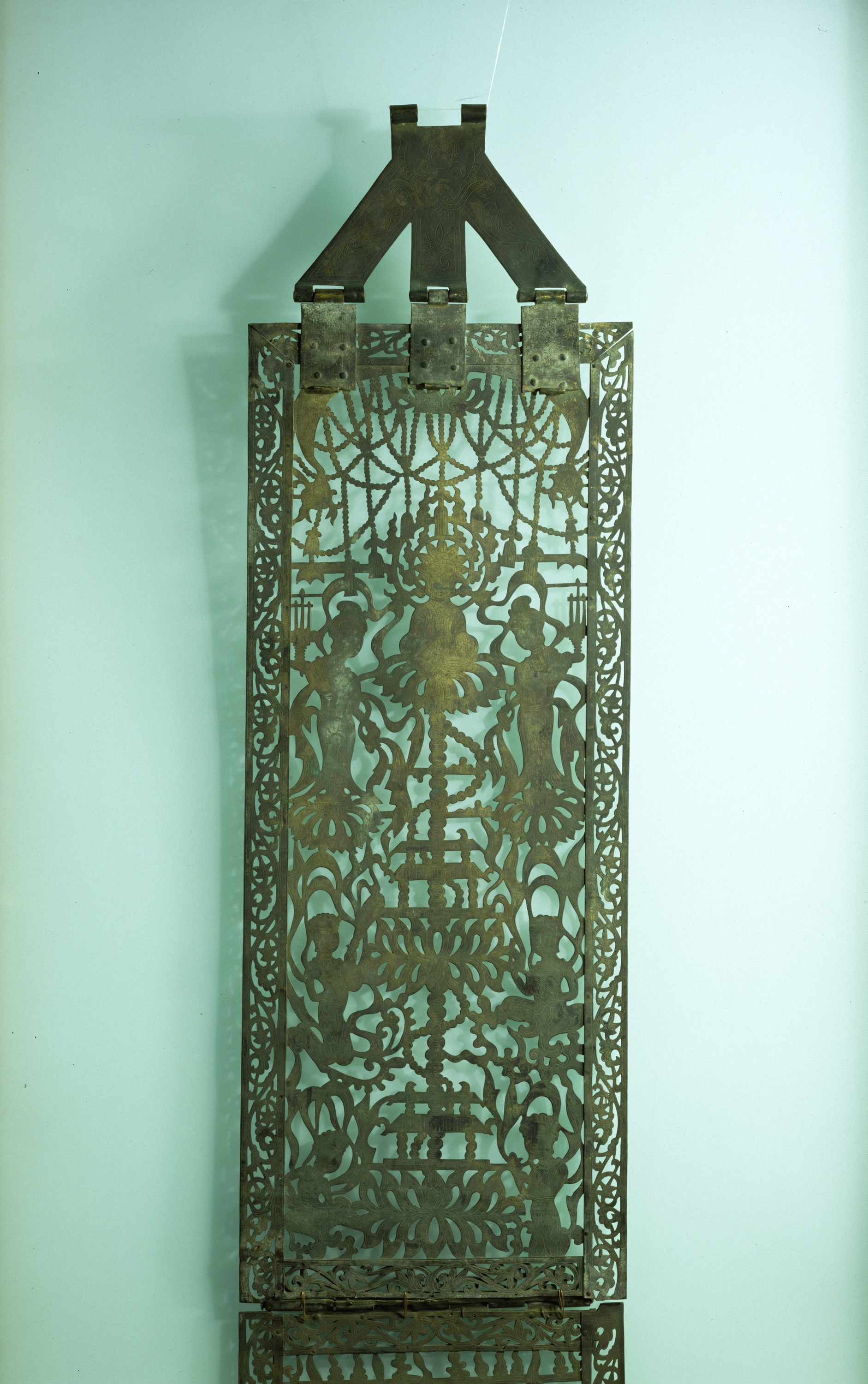
第1坪
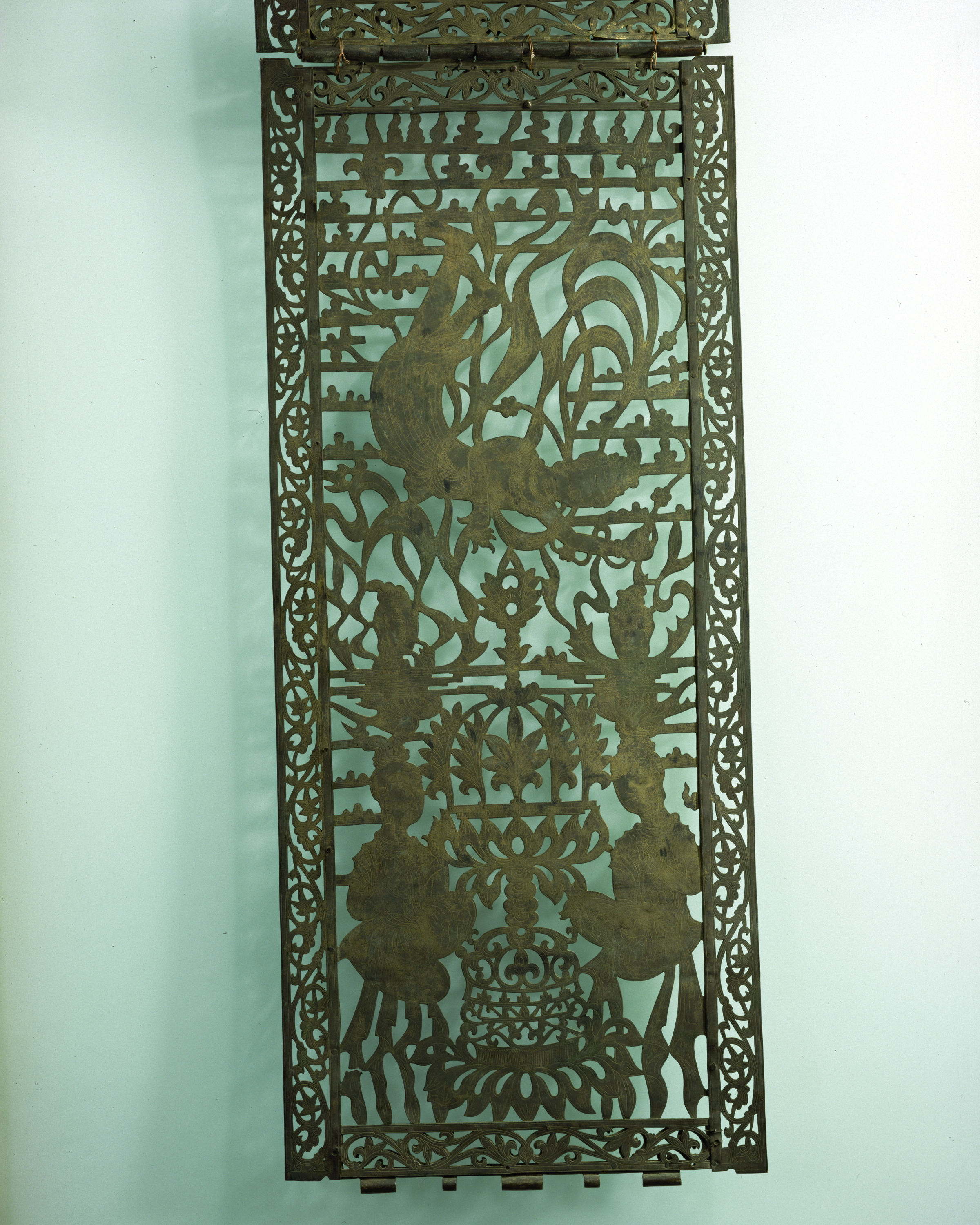
第2坪
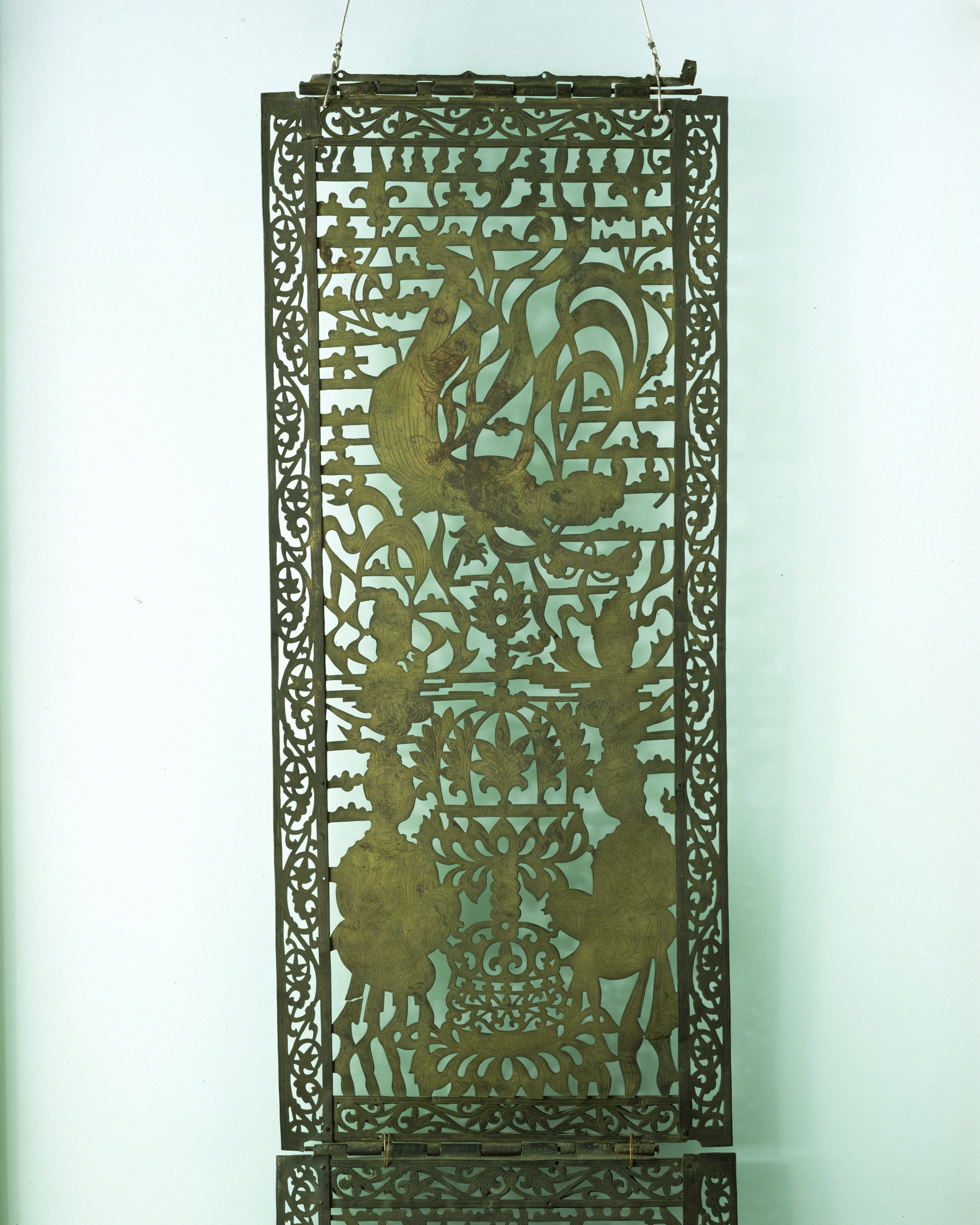
第3坪
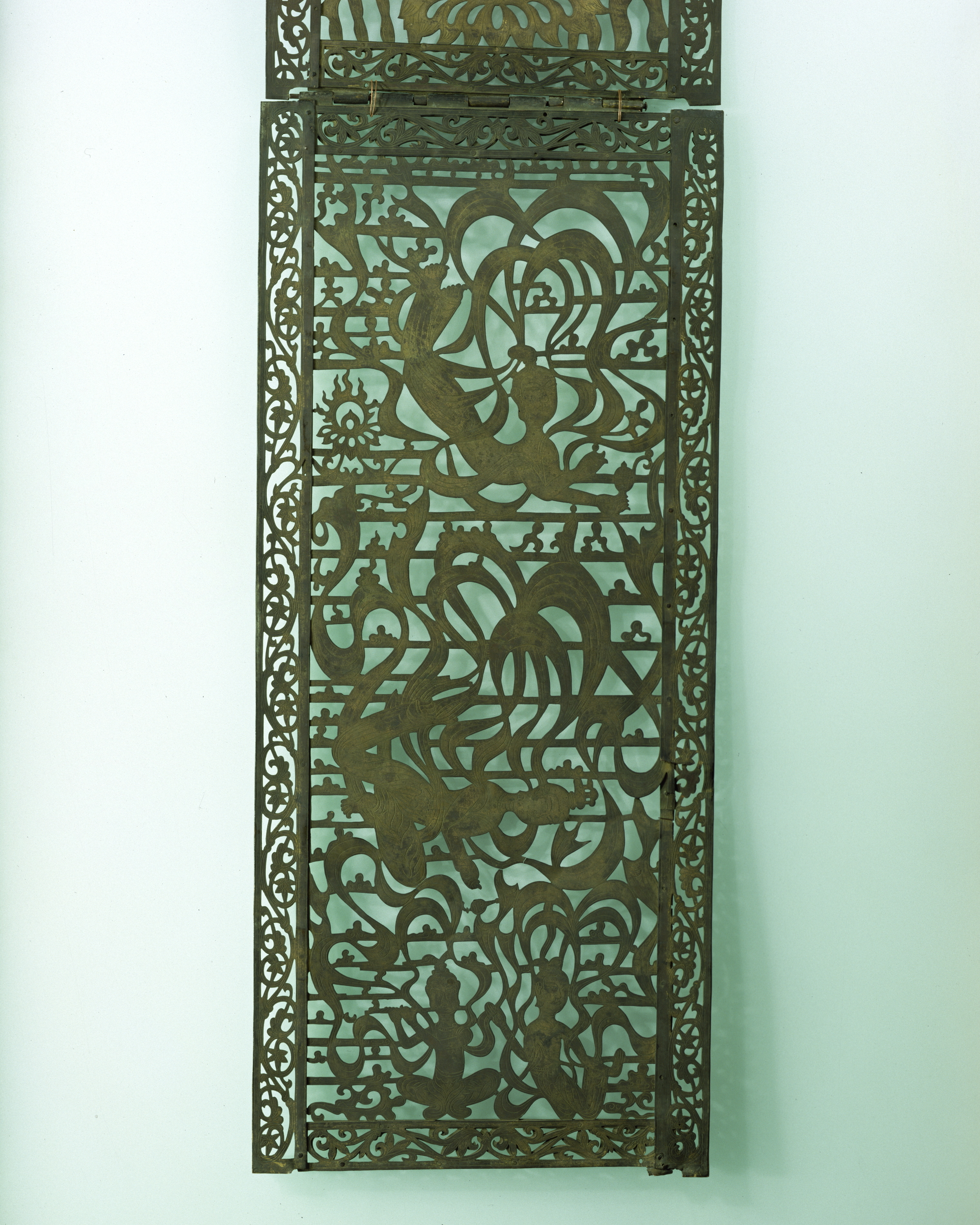
第4坪
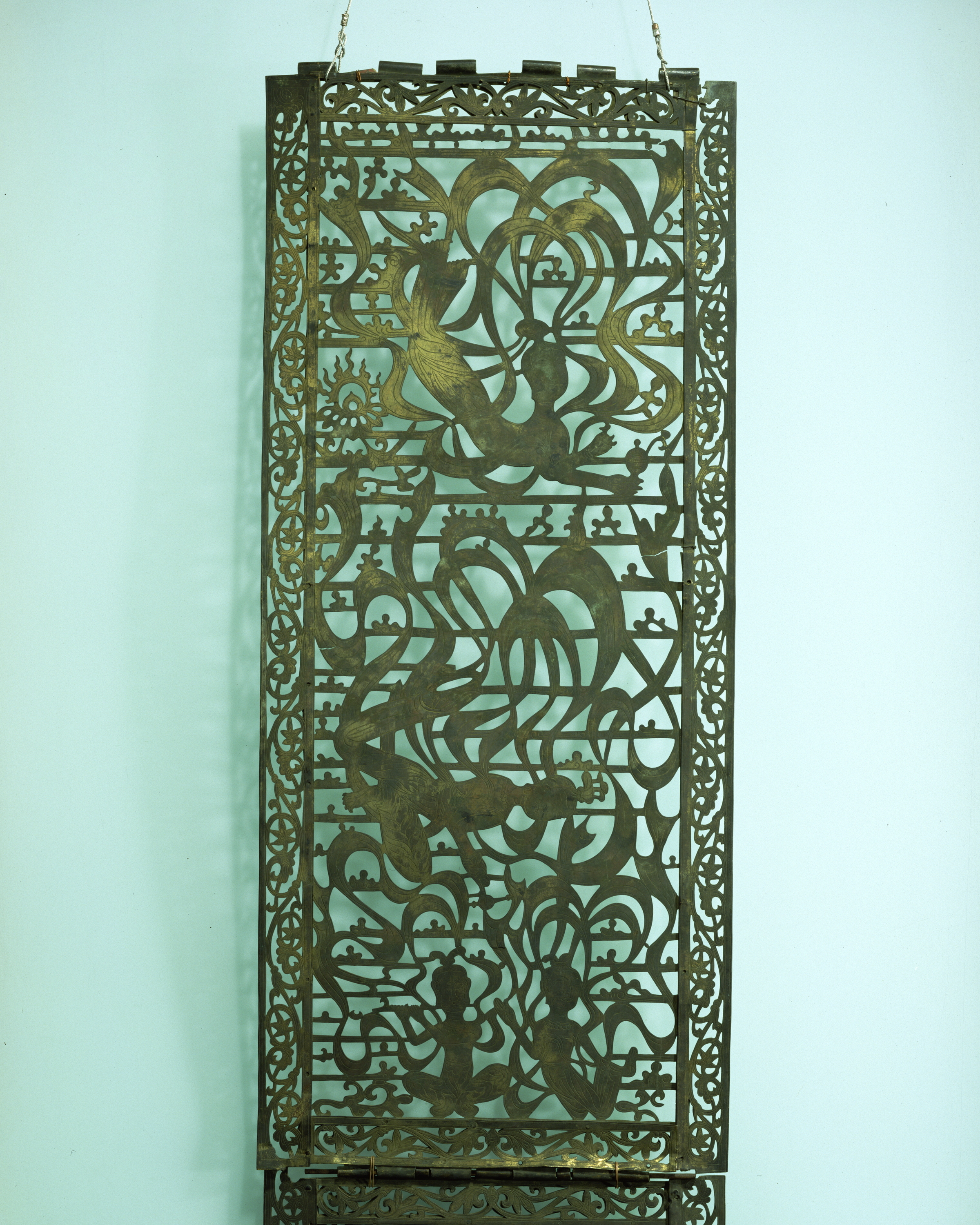
第5坪
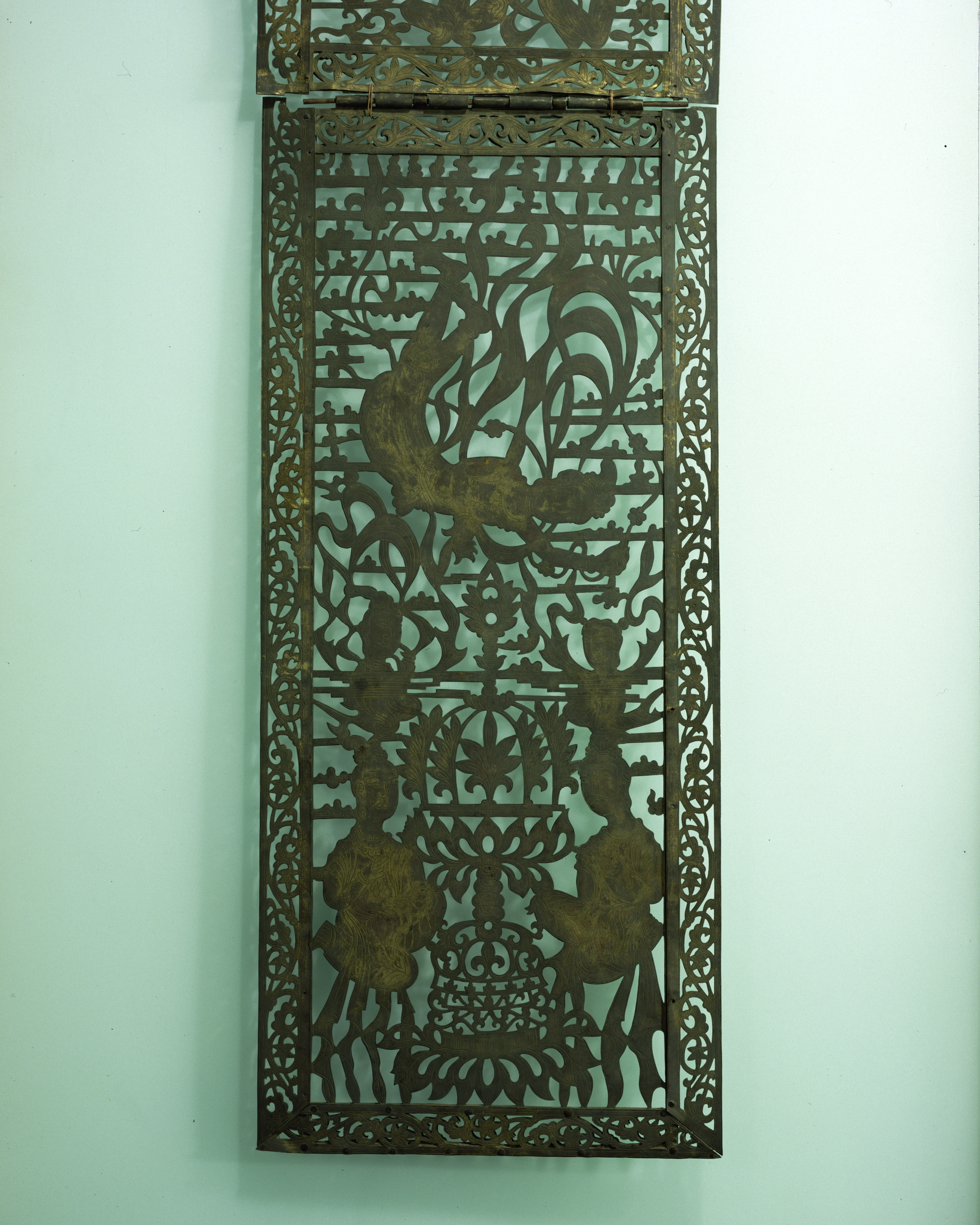
第6坪

### 幡足
幡身の最下部から染織の幡足が吊るされていたと考えられており、6坪目下部の金具に挟み込まれていた。外部に現れている部分はすべて欠失しており、現存しているのは金具に挟まれていた繊維片のみである。そのため判明しているのは布の色と種類のみであり、大きさや当時の取り付け状況などは不明である。保存状態が比較的良好な箇所を顕微鏡で拡大すると赤、黄、緑、紫と4色が繰り返されるように重ねられており、部位によって色の並びが異なることから、複数色の幡足を少しずつずらして重ねていたと考えられている。織り方は平織であり、撚り糸を用いていることから、縬（縮絹）が用いられていたと考えられている。同じく法隆寺献納宝物に所蔵されている繡仏裂が幡足であった可能性が指摘されている。詳細は#繡仏裂との関係を参照。

### 四隅小幡
四隅小幡は4本が現存しており、天蓋の四隅から吊るされていたと考えられている。4本とも幡頭、幡身、幡足から成るが、天蓋と幡頭部を接続する金具は欠失している。幡頭は三叉状になっており、幡身は3坪から成る。幡足は金具に挟み込まれた繊維片のみが現存しており、本体幡足と同様に黄・赤・緑・紫の4色の縬が用いられていると考えられている。寸法は全長（幡頭から幡身3坪目）が縦70.8 – 71.6センチメートル、幡身は縦17.8 – 20.4センチメートル、横11.1 – 12.0センチメートルである。こちらの幡足も繍仏裂であった可能性が指摘されている。詳細は#繡仏裂との関係を参照。
幡頭の材質は鍛銅製でその上に鍍金が施されている。意匠は刻線でパルメットが翻転する波状唐草文があらわされている。幡身の材質は6坪すべて鍛銅製でその上に鍍金が施されており、透彫りと毛彫りで意匠をあらわしている。意匠は各坪に天人をあらわしており、横笛を吹く天人、両手を上げて踊る天人、手を上下に動かして踊る天人の3種類に大別される。

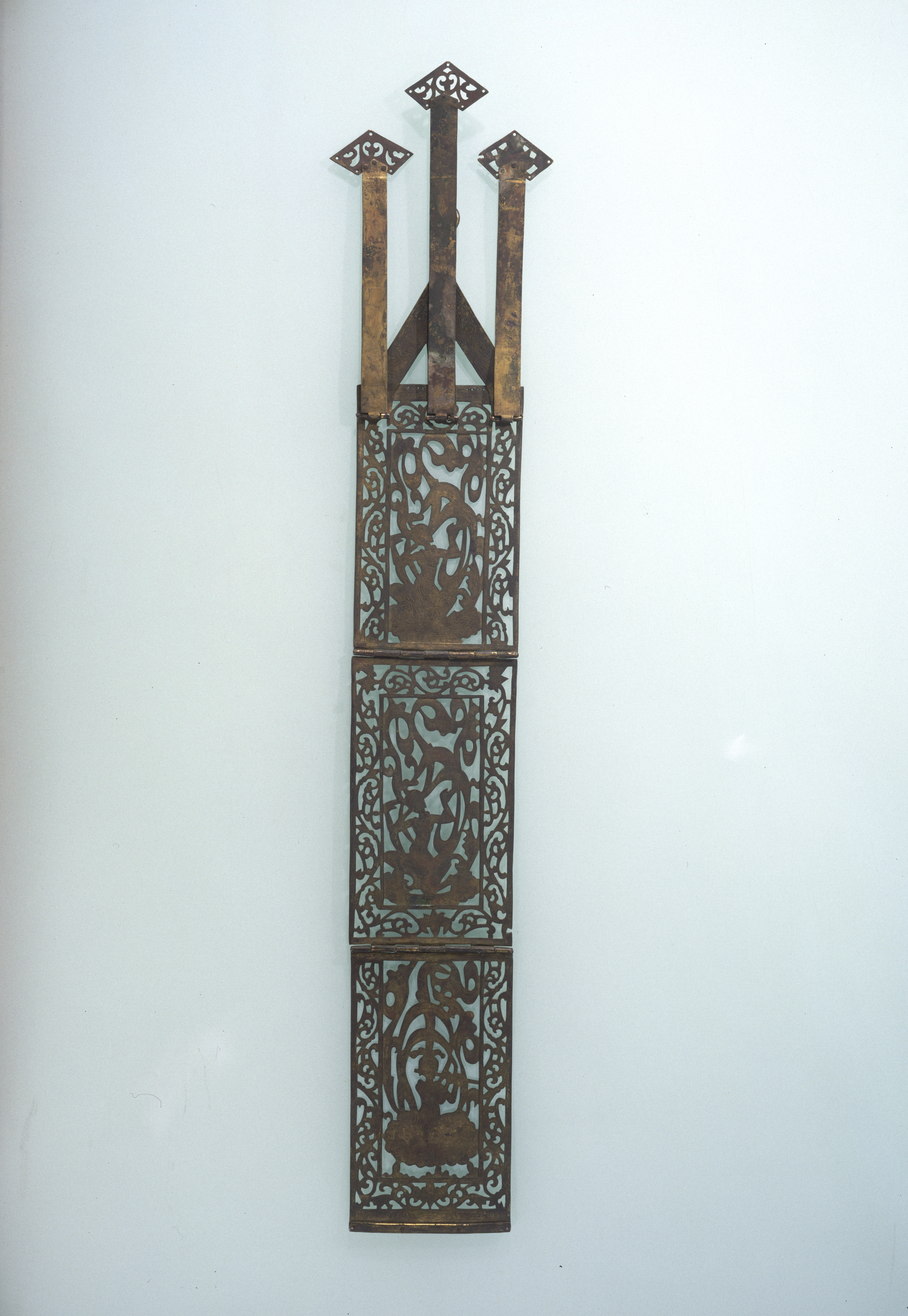
小幡a
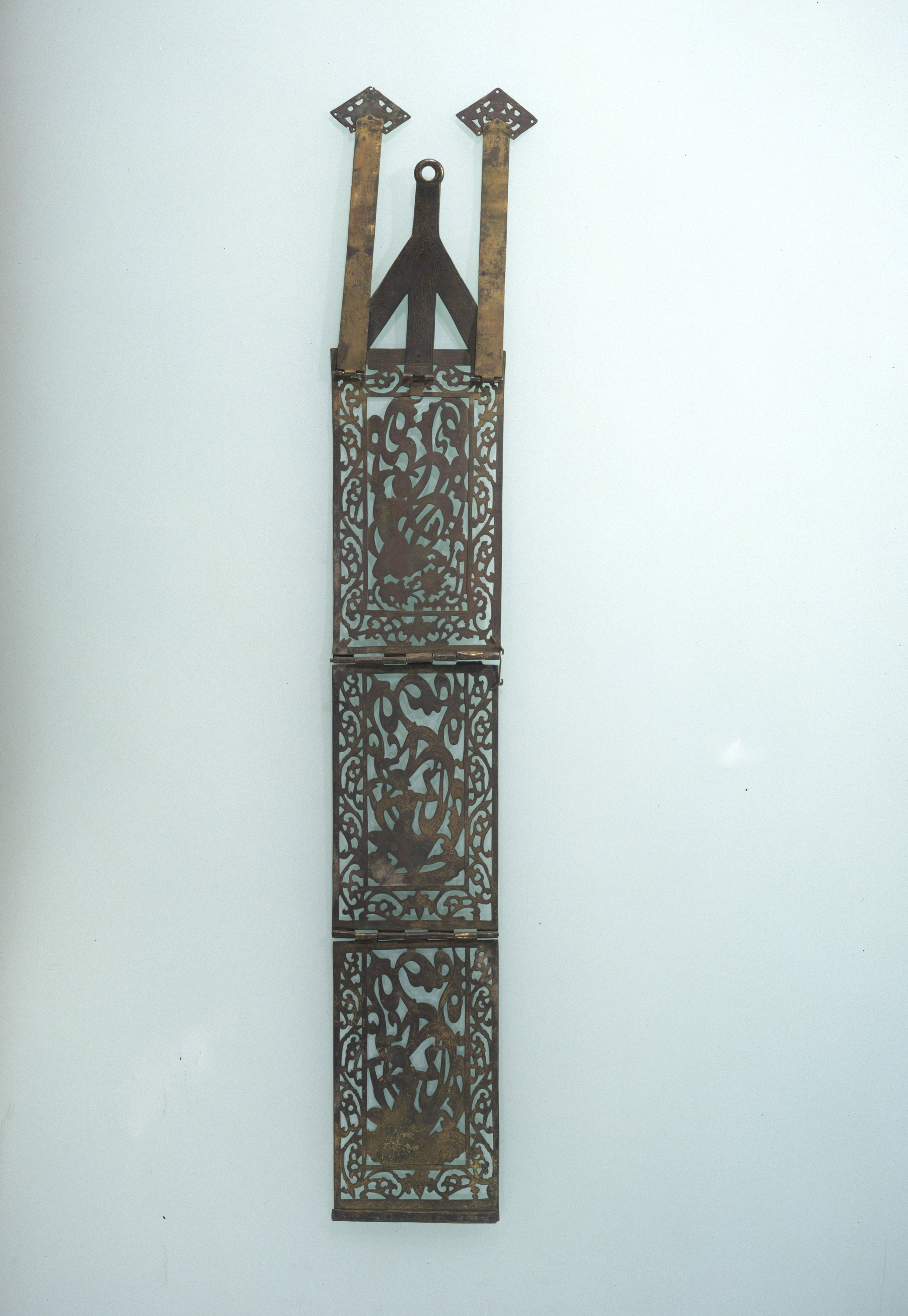
小幡b
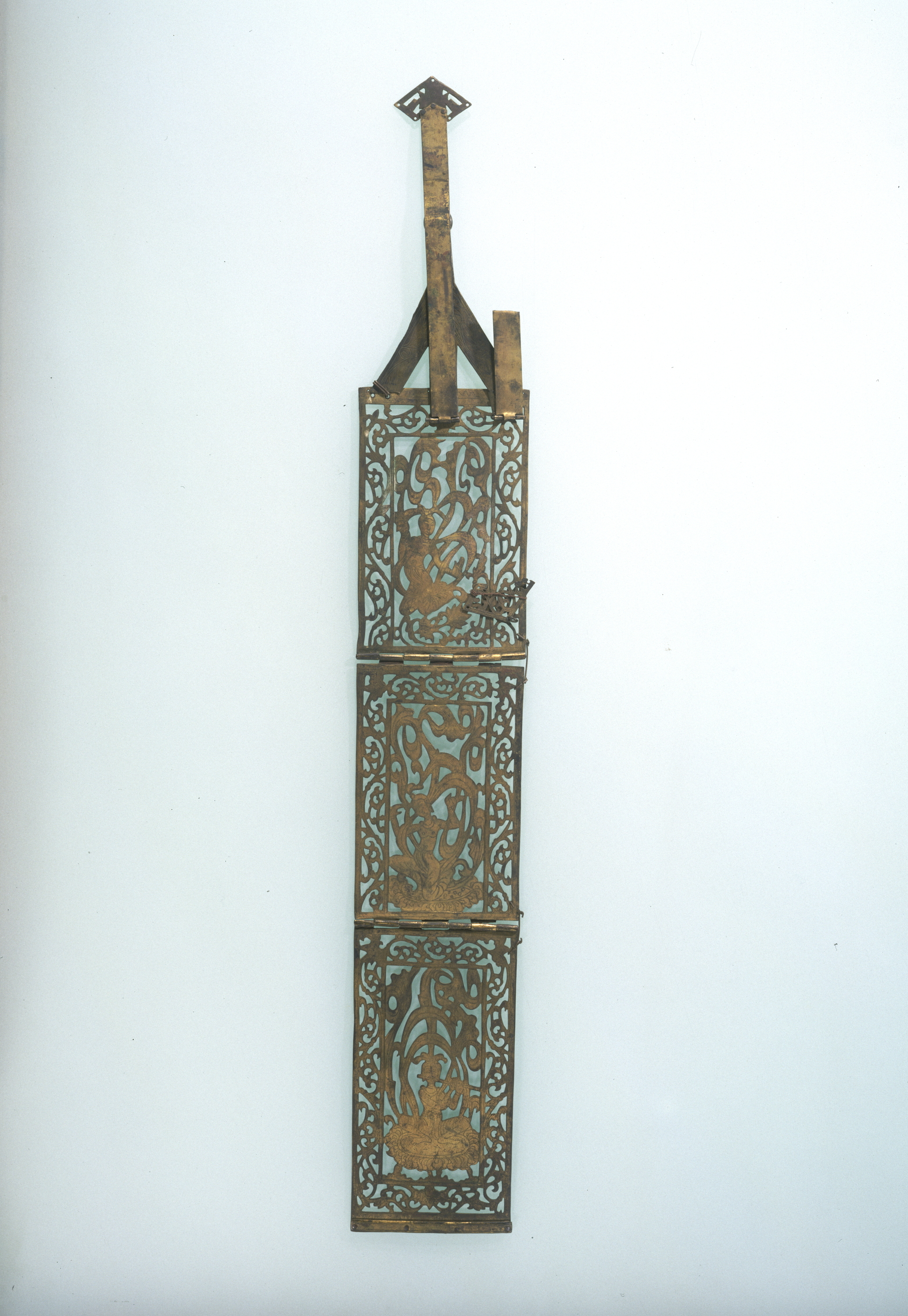
小幡c
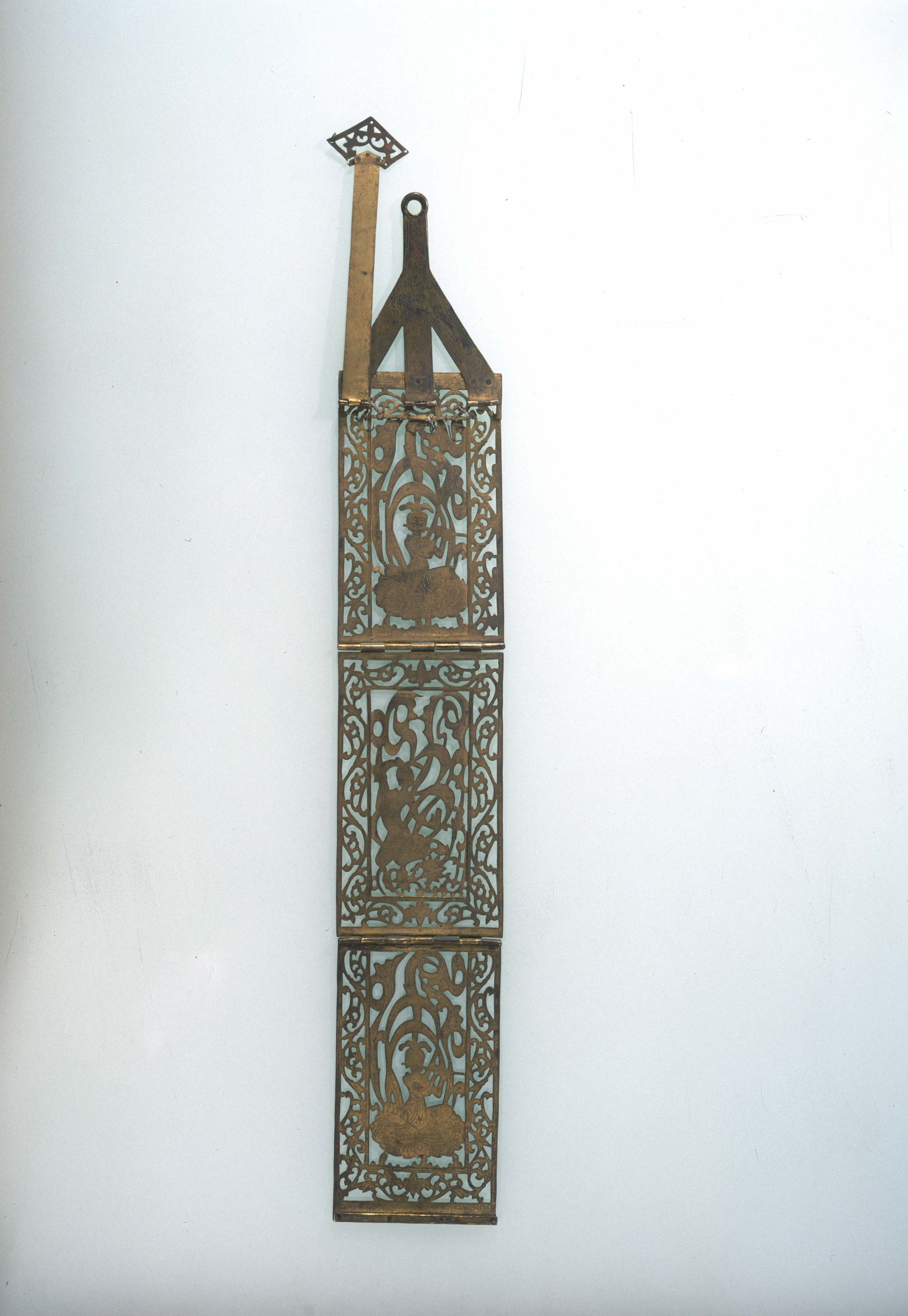
小幡d

### 保存状態
2016年時点での保存状態は全体的に経年劣化が激しく、銅板の切損、銅鋲の外れ、蝶番の損傷などが確認されている。加島勝は「作品の保存上きわめて危険な状態」と評している。

## 来歴

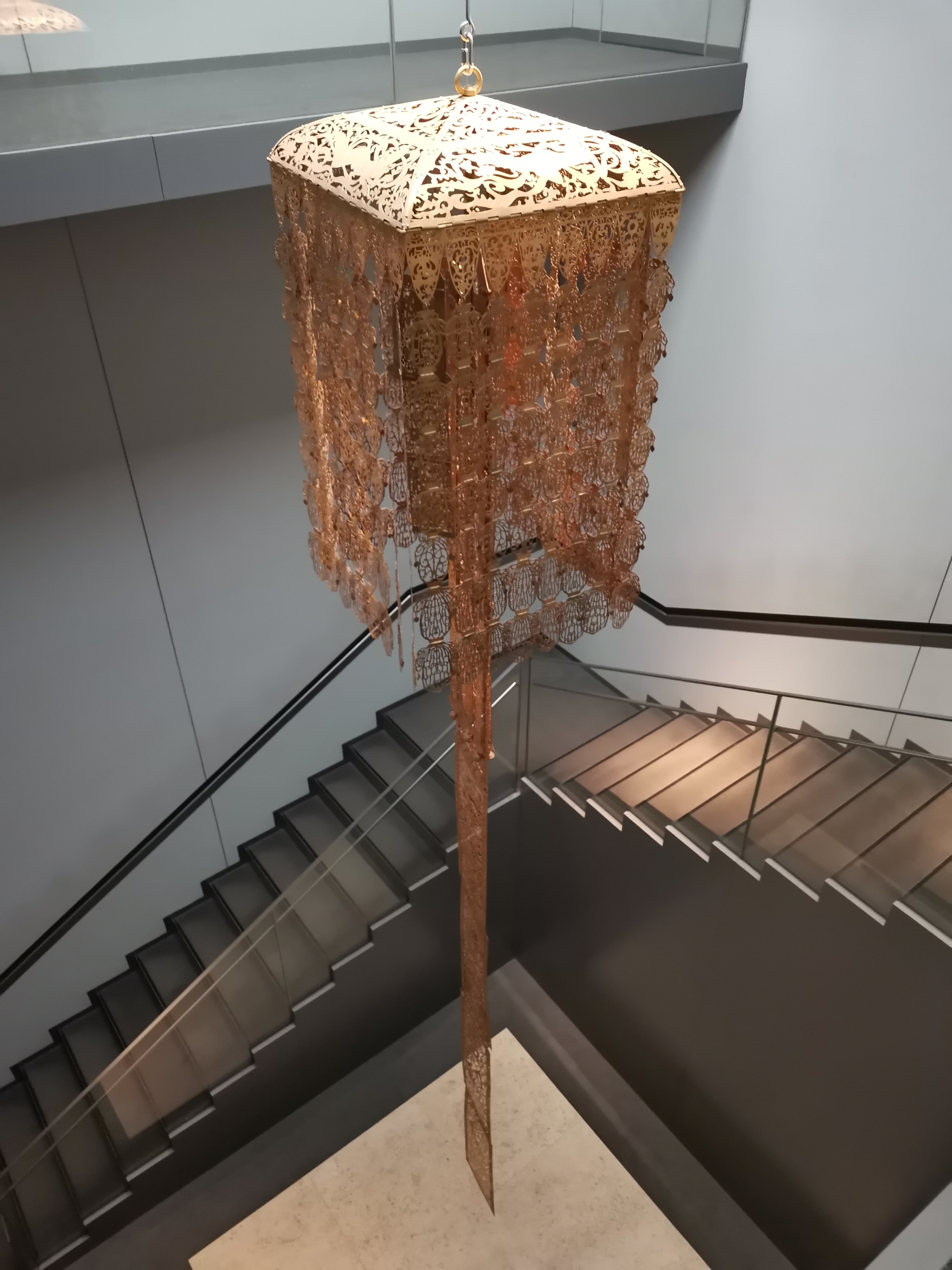
東京国立博物館に展示されているレプリカ。2024年撮影。

金銅灌頂幡は天平19年（747年）の『法隆寺伽藍縁起并流記資財帳』に記載された「金泥銅灌頂壱具／右片岡御祖命納賜不知納時」だとされている。「不知納時」とあるように747年の時点ですでにいつから法隆寺に存在したか不明とされており、施入者である「片岡御祖命」が誰かについても定かではない。1878年（明治11年）に皇室に献納されるまでは法隆寺に所蔵されていた。1949年に皇室から国へ移管され、以降は東京国立博物館が所蔵している。1957年に重要文化財に指定され、1964年に国宝に指定された。2010年現在、各部分を分解した状態で東京国立博物館の法隆寺宝物館で展示されている。
経年劣化が激しく将来的に修理が必要であると考えられていたことから、修理方法を検討するため、東京国立博物館は1996年から1998年にかけて原寸大のレプリカを作成した。施工管理は京都科学で、製作者は中村光男である。このレプリカは東京国立博物館に所蔵され、法隆寺宝物館の階段室に懸垂展示されている。

## 議論

### 用途

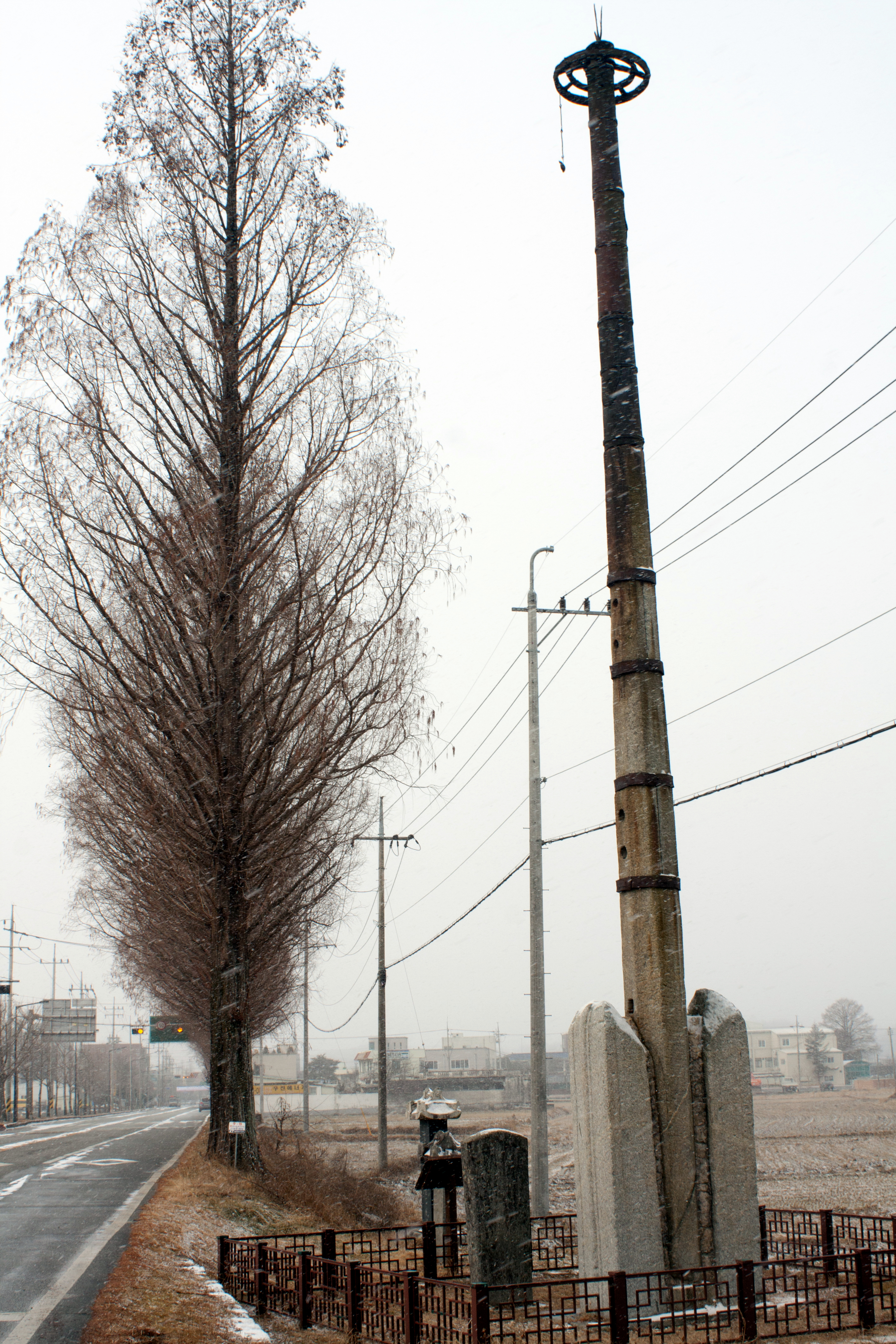
潭陽客舍里石幢竿

仏教において仏菩薩の威徳を視覚的に表現するために仏堂内を荘厳具で飾るのが一般的であるが、幡（ばん）も荘厳具の一種であり、仏堂の柱や天蓋から懸垂される布製の旗である。本品のような金銅製透彫で造られた幡は極めて異例であり、史料上も他の灌頂幡はすべて布製である。また、「灌頂幡」の語は日本の史料以外に見られないことから制作意図についても定説は存在しない。
1445年頃成立の『壒嚢鈔』には幡足が頭に触れることで罪が消滅することを「灌頂」と呼ぶ旨の記述があり、1974年の『望月仏教大辞典』でも同説が採用されているものの、これが7世紀の作品に当てはまる根拠はなく仏典上の根拠もない。蔵田蔵は本品における「灌頂」が平安時代以降の密教における「灌頂」とは意味合いが異なるであろうと推測しており、その意味を「幡足に、人の頭が触れることによって仏果が得られるといった素朴なものであったらしい」と述べている。「灌頂幡」の語の初出は日本書紀623年であり、新羅と任那が灌頂幡を献じた旨の記載がある。漢訳仏典中に「灌頂幡」の語がみえない点やこの日本書紀の記述を根拠に、三田覚之は灌頂幡の成立過程において朝鮮半島が密接に関係している可能性を指摘している。
懸垂方法については、加島勝は落慶供養などの儀式に際して韓国の古代寺院の境内にみられる幢竿支柱のような装置に懸垂されていたのではないかと推測している。三田覚之も同様に何かしらの特殊な懸垂装置を要したであろうと推測しており、野外で高く掲げられていた可能性を指摘している。

### 製作時期
本品は『法隆寺伽藍縁起并流記資財帳』に「不知納時」と記載されているようにいつから法隆寺に存在したか不明とされている。
製作年代について、本品はもともと推古朝の作だと考えられてきたが、1956年に野間清六が金銅灌頂幡の縁金具の唐草文様が百済観音および法隆寺金堂四天王像と類似していることを指摘し、白鳳時代の作である可能性を示唆した。その後1990年には前原祥子が玉虫厨子の縁金具との類似性を、1992年にも林良一が百済観音との類似性を指摘している。加島勝は2016年に「現在では（中略）六七〇年代から六八〇年代の天武朝から持統朝につくられた可能性が高いと考えられている」と述べている。また、加島勝は施入時期が不明とされていることについて、製作年代が670年前後である場合、施入からわずか数十年後の747年時点で来歴がわからなくなっているのは不審であると述べている。そのうえで法隆寺資財帳が670年の法隆寺焼失について触れていないことを挙げ、本品は法隆寺金堂の再建の安全を祈って施入されたもので、施入時期が不明となっているのは法隆寺が焼失した事実を隠すためだろうと推測している。そのために一般的には布でつくられる幡を銅板鍍金仕上げという他に類を見ない絢爛な仕様で製作したのではないかと述べている。三田覚之は『大安寺資財帳』に百済大寺の火災の翌年に「組大灌頂一具／右前岡本宮御宇 天皇以庚子年納賜者」と舒明天皇から灌頂幡が施入された旨の記述があることを挙げ、金銅灌頂幡が法隆寺の焼失・再建に際して施入されたものであるとする加島の説を追認している。
なお、製作時期は部品ごとに異なる可能性が指摘されており、はやくは長廣敏雄が1949年に天蓋と幡身にあらわされた天人を比較し、幡身部は天蓋に比べて「ずっと鄙びてみえ、古拙なのに驚く」と評価しており、天蓋と幡身の模様の様式が異なることを指摘している。また、蔵田蔵も1958年に「この一連の大幡小幡等が同一工人の手になったとは考えられない」と述べている。三田覚之は各部位にあらわされている図像の様式が異なる点に注目し、本品が本来はひとまとまりではなかった可能性や、各部品はある程度時間を空けて順次製作された可能性を指摘している。

### 施入者
施入者である「片岡御祖命」が誰であるかは定かではない。1932年に香取秀真が、新撰姓氏録記載の中臣方岳連である説、のちの奈良県北葛城郡王寺町にある片岡の地ゆかりの人物である説、聖徳太子と刀自古郎女の娘である片岡女王である説の3つを提示しており、以降の研究もここから大きくは進展していない。野間清六、吉村怜、加島勝、内藤榮、三田覚之は片岡女王説を、蔵田蔵、中野政樹は片岡の地ゆかりの人物説を、矢島恭介は氏名を失った片岡氏の旧人説を主張している。

### 金銅小幡との関係

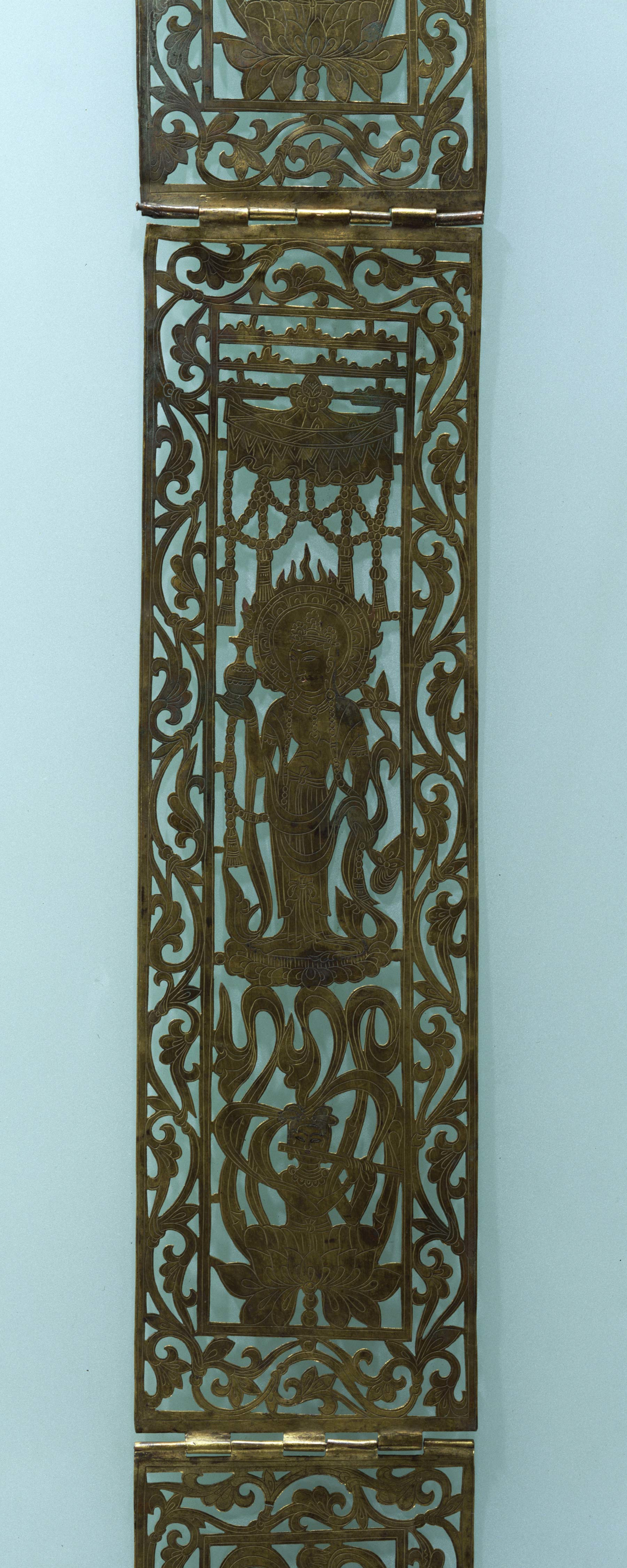
金銅小幡。横笛天人は画像下部。

法隆寺献納宝物には金銅小幡という本品と同様に金銅製透彫の幡が所蔵されており、こちらは幡頭にあたる部分は現存しない。三田覚之は金銅小幡の横笛天人と灌頂幡の天蓋の横笛天人および四隅小幡との類似性を指摘しており、貞元新定釈教目録に「四十九尺幡二十口」「夾侍幡二百四十口」との記述があることを挙げて、金銅小幡が金銅灌頂幡に脇侍していた可能性を指摘している。また、内藤榮も『法隆寺伽藍縁起并流記資財帳』に金銅小幡が単独で記載されていないことを指摘している 。

### 繡仏裂との関係
| 琴を弾く天人の比較。画面左が繍仏裂、画面右上が金銅灌頂幡の幡身、右下が金銅灌頂幡の天蓋 |  | 笛を吹く天人の比較。画面左が繍仏裂、画面右上が四隅小幡、画面右下が天蓋 |  | 火焔模様の比較。画面左が繍仏裂、画面右が金銅灌頂幡の幡身 |
| 琴を弾く天人の比較。画面左が繍仏裂、画面右上が金銅灌頂幡の幡身、右下が金銅灌頂幡の天蓋 |  | 笛を吹く天人の比較。画面左が繍仏裂、画面右上が四隅小幡、画面右下が天蓋 |  | 火焔模様の比較。画面左が繍仏裂、画面右が金銅灌頂幡の幡身 |

幡身、四隅小幡ともに幡足には縬が用いられており、経糸・緯糸共に強い撚りがかかっている点で非常に特徴的である。法隆寺献納宝物には繡仏裂という品が収蔵されており、幡身、四隅小幡に残る繊維片と同種の素材が用いられている。
東京国立博物館客員研究員の沢田むつ代は、金銅灌頂幡と繍仏裂の素材の類似性に加えて、両者にあらわされた奉楽天人の姿態、火焔模様をともなう宝珠文の類似性を指摘している。同氏は金銅灌頂幡の天蓋および幡身にあらわされた琴を弾く天人と繍仏裂の琴を弾く天人の姿態が類似しており、繍仏裂にあらわされた横笛を左に構えて吹く天人についても天蓋および四隅小幡にあらわされた天人の姿態との類似性が認められると述べている。また、火焔模様についても幡身と繍仏裂との類似性を指摘している。また、繡仏裂のなかでも比較的形状を留めている4枚は横幅が広いほう、狭いほうの2種類に大別することができ、広いほうは11.5 – 12.5センチメートル、狭いほうは7.0 – 8.3センチメートルである。上代の類似品の横幅は56.0センチメートル前後のものが多いため、繡仏裂は極端に横幅が狭い点が特徴的である。沢田はこの点、何かしら特別な用途のために細くなっているのではないかと推測している。加えて繡仏裂に施された刺繍は両面刺繍であり裏表の区別がないところ、幡は一般的には表裏の区別がない。沢田はこれらの点を勘案すると繡仏裂は幡足に用いられていたのではないかと推測している。

## 評価
奈良国立博物館主任研究員の三田覚之は本品を「その巧みな意匠と透彫技術において、我が国の七世紀を代表する金工品」と評している。大正大学教授の加島勝は「我が国の古代金工品を代表する名品」と述べている。